# Enrique Santiago Petracchi
Enrique Santiago Petracchi (Buenos Aires, 16 de noviembre de 1935-Buenos Aires, 12 de octubre de 2014) fue un abogado y juez, que desde el retorno de la democracia en Argentina (1983) se desempeñó como magistrado de la Corte Suprema de Justicia de la Nación.

## Biografía
Enrique Santiago era hijo de Enrique Carlos Petracchi, procurador del Tesoro de la Nación y procurador general de la Nación, y de María Lilia Raño Viñas, licenciada en Literatura y profesora de letras en el Instituto de Cultura Religiosa Superior. Desarrolló toda su carrera profesional en el Poder Judicial, donde ingresó en 1955 como auxiliar de séptima. 
Cursó estudios secundarios en el Colegio Nacional de Buenos Aires y se recibió en la Universidad de Buenos Aires con diploma de honor. En 1961 obtuvo una beca para cursar derecho comparado en la Tulane University de Nueva Orleans. Petracchi fue juez de la Corte desde 1983, designado por el presidente Raúl Alfonsín.
Fue sometido a juicio político en el proceso que sustanció durante 2002 el Congreso de la Nación Argentina a todos los integrantes del tribunal. El 11 de octubre de 2002 la acusación a su respecto fue desestimada en la Cámara de Diputados por 158 votos contra 72.

## Presidente de la Corte Suprema
Petracchi ejerció la presidencia de la Corte (por elección de sus pares) entre 2004 y 2006. Durante este período, impulsó cambios en cuanto a transparencia y organización de la Corte. De este modo se dictaron resoluciones y acordadas que hacen público el estado de los expedientes, los profesionales intervinientes y permiten la publicación por Internet de las sentencias una vez notificadas las partes. Además, desde entonces se ha permitido la admisión de presentaciones amicus curiae en juicios que se tramitan ante esa instancia.

## Fallos importantes
Petracchi es usualmente indicado como el representante de la "Corte liberal" de la vuelta de la democracia, debido a una serie de votos en concurrencia o disidencias acerca de temas de gran impacto social. Entre los votos más recordados de Petracchi se encuentra su concurrencia en "Sejean" (sobre la posibilidad de recuperar la aptitud nupcial tras el divorcio), su concurrencia en "Arenzon" (sobre el principio de igualdad y no discriminación), su concurrencia en "González de Delgado" (sobre igualdad entre los sexos), su disidencia en "Comunidad Homosexual Argentina" (sobre el otorgamiento de la personería jurídica a una organización que bregaba por la no discriminación de los homosexuales), su concurrencia en "Bazterrica" (sobre la protección que el derecho a la autonomía personal brinda a los consumidores de drogas), etc.

## Vida personal
Petracchi se casó en dos ocasiones, la primera con Marta Nusimovich con la que tuvo dos hijos, Enrique y Florencia Petracchi. En la segunda con María Morales Bustamante, con la que tuvo otros dos hijos: María y Francisco "Paco" Petracchi.